# Therizinosaurider
Therizinosaurider (Therizinosauridae), tidigare även kallade Segnosaurider är en familj dinosaurier tillhörande ordningen Theropoder. Vidare tillhör de överfamiljen therinosauroidea. Lämningar av dem har hittats i Centralasien och Nordamerika. De levde under kritaperioden och tycks ha överlevt fram tills massautdöendet för 65 miljoner år sedan då alla dinosaurier (bortsett från fåglar som numer anses vara överlevande dinosaurier) dog ut. Familjen namngavs 1954. Efter att tidigare ha klassats som Carnosaurier (en av två underordningar theropoder) klassas de nu i den andra gruppen -Coelurosaurier och de anses vara nära släkt med moderna fåglar.

## Släkten
Therizinosauridae
- Beipaosaurus
- Erliansaurus
- Falcarius
- Neimongosaurus
- Nothronychus
- Suzhousaurus
- Therizinosaurus

## Beskrivning
Dessa dinosaurier var som alla andra Theropoder tvåbenta tågångare. De hade flera iögonfallande karaktärsdrag. Mycket långa framben/armar (hos Therizinosaurus upp till 2,5 meter långa) och ovanligt långa halsar för att vara Theropoder. De hade också gigantiska klor på armarna, ända upp till 90 cm(!) långa på Therizinosaurus. Vad gäller längden på djurets armar överträffas den bara av den dåligt kända Deinocheirus. De första lämningarna av denna dinosauriefamilj påträffades på 1940-talet, men Therizinosaurus som var det första släktet som upptäcktes beskrevs vetenskapligt först 1954.
Therizinosauriderna varierade i storlek från några meter långa arter till Therizinosaurus som är en av de största Theropoder man känner till. Den blev troligen upp till 12 meter lång och vägde lika mycket som en afrikansk elefant, uppemot 6 ton. Den var därmed nästan lika stor som Tyrannosaurus rex. Det är numer välkänt att en del Coelurosaurier som levde under kritaperioden livnärde sig på såväl kött som växter, en del av dessa åt troligen enbart växter. Och trots de enorma klorna tillhörde Therizinosauriderna den gruppen. Forskarna är idag ganska säkra på att till exempel Therizinosaurus enbart åt växter. Klorna tror man istället användes som försvar mot rovdinosaurier, eller för att dra ner grenar från träd.
Forskarna är idag ganska säkra på att samtliga medlemmar i undergruppen Maniraptorer (som bl.a. även inkluderar Dromeosaurider, Oviraptoider och moderna fåglar) var befjädrade. Man har visserligen inte funnit bevis på att samtliga medlemmar i familjen hade fjädrar men man vet att åtminstone några släkten hade fjädrar och därför anses det osannolikt att något/några släkten inte var befjädrade.